# 夏目浩光
夏目 浩光（なつめ ひろみつ 、1967年1月15日 - ）は、青森放送（RAB）のラジオパーソナリティ、ラジオディレクター、元アナウンサー。愛知県豊橋市出身。

## 来歴・人物
愛知県立豊橋東高等学校卒業後、大阪芸術大学に入学。在学中は、毎日放送（MBS）でカメラマンのアシスタントを務めていた。
1990年の大学卒業後、青森放送にアナウンサーとして入社（同期に中野陽子、原田賀子がいる）。以来、ニュースキャスター・スポーツ実況・情報番組リポーターのほかラジオパーソナリティとしても活動。
アナウンサーとして「高齢者虐待調査」などの番組活動で、ＪＲＮ／ＪＮＮ系列のアナウンサー活動部門のアノンシスト賞を2回受賞。日本民間放送連盟賞最優秀賞を受賞したラジオ番組「県立戦隊アオモレンジャー」ではリンゴレッド役を担当した。
スポーツ実況は野球・サッカー・バレーボール・駅伝など。高校サッカー選手権では日本テレビ系列のアナウンサーとして８５回大会の準々決勝実況・８６回大会の国立競技場での開会式実況を担当
2009年4月より、アナウンサーからラジオディレクターへ異動。異動後も、一部ラジオパーソナリティを継続。
また、フリーアナウンサーの横田光幸（2003年から2016年。までRABと同じ在青民放他局・青森テレビ→RABと同じNNN・NNS系列・テレビ信州の両アナウンサー）とテレビ新潟アナウンサーの斎藤久美子（2013年以降、RABと同じNNN・NNS系列）の2人は同じ高校の後輩にあたる。

## 出演番組

### 現在
ラジオ
- サザン・ヒッツ
- らじ丸にっち!（2023年4月2日 - メインパーソナリティ）

### 過去
テレビ
- 金曜ワイドあおもり（リポーター、「横丁太郎」の名前で出演）
- 出会いふれあい生テレビ!（八戸のリポーター）
- スポーツ実況
  - 全国高校サッカー選手権大会 - 2007年度の第86回全国大会の中継では開会式の実況を担当した（青森放送のアナウンサーでは大竹辰也に次いで2人目）
- 東奥日報ニュース
- スーパーロックライン
- 青森県民駅伝競走大会（ラジオと同じ[注釈 2]）

ラジオ
- 金曜ワラッター!（当初は本名だったが、後に「ガチョウ兄さん」名義で出演）
- MUSEMUSIC
- あおもりTODAY
  - 木曜担当（? - 2006年9月）
  - 火・水曜担当（? - 2009年3月）
- 青森県民駅伝競走大会（センター・本社テレビスタジオ実況）
- RABニュースレーダー
- CREEPS竹内晃のEnjoy your style
- あおもりTODAY（月曜担当。アナウンサー時代より）
- 土曜 トモラジ いいね
- アーサーの亜米加利ラジオ
- GO!GO!らじ丸（2016年4月4日 - 2023年3月27日、月曜日パーソナリティ）

## ディレクター担当番組

### 現在
- あおもり長寿セミナー
- 土曜はDON（番組プロデューサー）
- RAB耳の新聞（番組プロデューサ－）

### 過去
- 成田洋明とサタデー夢ラジオ（番組公式サイト内ウェブ日記も執筆している）
- 良平のラジオにおいでよ!!
- 朝ワイ!ダッシュ（火曜担当、2016年4月5日 - 2023年3月28日）
- 今日も!あさぷり（火曜担当、2016年4月5日 - 2023年3月28日）
- GO!GO!らじ丸（月曜番組ディレクター兼務）

### 受賞歴
- 平成１１年日本民間放送連盟賞　ラジオ娯楽部門最優秀賞　「県立戦隊アオモレンジャー」
- 平成１３年ＪＲＮ／ＪＮＮアノンシスト賞活動部門「あおもりＴＯＤＡＹ　お天気追跡隊」
- 平成１５年ＪＲＮ／ＪＮＮアノンシスト賞活動部門「高齢者虐待調査」
- 平成１５年日本民間放送連盟賞　ラジオワイド部門優秀賞　「あおもりＴＯＤＡＹ月曜ラジオバザール」
- 平成１５年日本民間放送連盟賞　ラジオ放送活動部門優秀賞　「あおもりＴＯＤＡＹ　お天気追跡隊」
- 平成１６年ギャラクシー賞報道活動部門優秀賞　「介護保険制度ご存知ですか？」
- 平成２９年日本民間放送連盟賞　ラジオ教養部門優秀賞　「なつめ広告代理店」
- 平成３０年日本民間放送連盟賞　ラジオ教養部門優秀賞　「あなたと見た風景～目の見えない初江さんと歩いて～」　グランプリ８作品ノミネート
- 令和元年度第７４回　文化庁芸術祭　ラジオ部門優秀賞　「あなたと見た風景～目の見えない初江さんの春夏秋冬～」
- ２０１９年日本民間放送連盟賞　ラジオ教養部門優秀賞　「らじ丸スペシャル　おひさまのあたる場所」　グランプリ８作品ノミネート
- ２０１９年日本民間放送連盟賞　ラジオ生ワイド部門優秀賞　「GO！GO！らじ丸なつめ広告代理店　平成最期の昭和の日」
- ２０２０年日本民間放送連盟賞　ラジオ教養部門優秀賞　「なりわいの津軽三味線～竹山をかたりつぐ西川洋子～」
- ２０２１年日本民間放送連盟賞　ラジオ教養部門優秀賞　「ふれられない日常～視覚障害とコロナ禍～」
- ２０２２年日本民間放送連盟賞　ラジオ生ワイド部門優秀賞　「GO！GO！らじ丸～離れて訪ねて浪岡編～」
- ２０２２年日本民間放送連盟賞　ラジオ教養部門優秀賞　「カエレナイ街から～翔子さんと実穂さんと私たち～」
- ２０２２年日本民間放送連盟賞　ラジオ・グランプリ　「カエレナイ街から～翔子さんと実穂さんと私たち～」
- ２０２３年日本民間放送連盟賞　ラジオ生ワイド部門優秀賞　「らじ丸にっち！～つどって歩いて黒石編～」